# Ekonomika pracy
Ekonomika pracy – ekonomika szczegółowa i stosowana, badająca oddziaływanie praw ekonomicznych dotyczących pracy. Skupia się w szczególności na badaniu relacji między ponoszonymi nakładami dotyczącymi pracy w odniesieniu do uzyskiwanych z niej efektów (wydajności pracy).